# Bourton-on-the-Water
Bourton-on-the-Water – wieś w Wielkiej Brytanii, w Anglii, w hrabstwie Gloucestershire, na wzgórzach Cotswolds. Przez środek wsi przepływa rzeka Windrush poprzecinana licznymi mostami, dzięki czemu Bourton-on-the-Water określane jest mianem "Wenecji Cotswolds" (Venice of the Cotswolds). W 2001 roku liczba mieszkańców wsi wynosiła 3093.